# Dufourea coeruleocephala
Dufourea coeruleocephala là một loài Hymenoptera trong họ Halictidae. Loài này được Morawitz mô tả khoa học năm 1872.